# Lorenzo Lippi
Lorenzo Lippi da Colle (Colle di Val d'Elsa, ~1440 - Pisa, 1485) fou un poeta, humanista i home de lletres del Renaixement italià.
Va néixer a Colle di Val d'Elsa vers l'any 1440 fill d'un notari anomenat Giovanni o d'un cert Ser Giampiero. Feu els seus estudis a Florència, on va freqüentar el cenacle literari de Llorenç el Magnífic dels Mèdici. També es creu que allí hauria gaudit de l'amistat del seu conciutadà Bartolomeo Scala. El 1473, en ocasió de la reobertura de l'studium pisà, molt desitjada per Llorenç el Magnífic, Lippi hi pronuncià un discurs públic. El 1478 fou nomenat professor de lletres a la Universitat de Pisa.
Lorenzo Lippi da Colle va traduir del grec al llatí les Halièutiques d'Opían de Cilícia, que dedicà a Llorenç de Mèdici, obra que fou impresa per primera vegada a Florència el 1478, i successivament a Venècia el 1505 i el 1517. També va traduir del grec al llatí les Cinegètiques d'Opían d'Apamea, el discurs Nícocles d'Isòcrates, que fou dedicat a Cosme el Vell, i la segona homilia de Sant Joan Crisòstom, De proditione Iudae, de la qual s'ha conservat una còpia manuscrita a la Biblioteca Laurenziana de Florència. Va mantenir relacions epistolars amb l'humanista català Pere Miquel Carbonell i Soler.

## Obres
- Benedicti Iouii Nouocomensis disticha ad Franciscum Iulium Caluum. Laurentii Lippii Collensis disticha ad Laurentium Medicen. Floren.; Firenze, 1500 circa.
- Oppianou Alieuticon biblia pente. Tou autou Kynegetikon biblia tessara. Oppiani De piscibus libri V. Eiusdem De venatione libri IV. Oppiani De piscibus Laurentio Lippio interprete libri V.; Venetiis : in aedibus Aldi et Andrea Soceri, mense Decembri, 1517.
- Oppiani poetae Alieuticon seu De piscibus libri V. e Graeco traducti ad Antoninum imperatorem. Disticha Laurentii Lippii Collensis ad Laurentium Medicen. Oppiani poetae Vita.; Impressum Venetiis : Bernardinus Venetus impressit, pridie Kalendas Sextiles 1508